# Venarçal
Venarçal (en francès Venarsal) fou un municipi del Llemosí i de Corresa, fins al 2016 quan fou fusionat juntament amb Mala Mòrt a un nou municipi anomenat Malamòrt.

## Demografia
| 1962                                       | 1968 | 1975 | 1982 | 1990 | 1999 | 2007 |
| ------------------------------------------ | ---- | ---- | ---- | ---- | ---- | ---- |
| 190                                        | 203  | 185  | 265  | 344  | 371  | 428  |
| Des de 1962: població sense dobles comptes |      |      |      |      |      |      |

## Administració
| Període | Identitat         | Partit |
| ------- | ----------------- | ------ |
| 2001-   | Christian Manière |        |